# Licence UEFA Pro
 (février 2019).

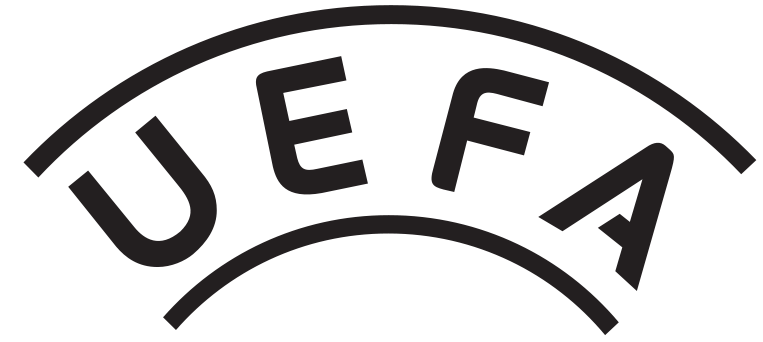
UEFA logo 2013

La licence UEFA Pro est une licence pour entraîneurs délivrée par l'UEFA. La licence UEFA Pro est la dernière qualification pour les entraîneurs qui aspirent à un profil international. À la suite de cette certification, les licences A et B de l'UEFA sont terminées.
La licence professionnelle UEFA est requise pour quiconque souhaite gérer (au moins douze semaines de temps d'équipe) une équipe de football au plus haut niveau de leur championnat national. Cela s'applique également aux managers et cette licence est requise pour la participation à des événements tels que la Ligue des champions de l'UEFA et la Ligue Europa.

## Formation
La formation donne la possibilité de visualiser des ateliers traitant de sujets liés aux pratiques de conditionnement physique pour la prévention des blessures des joueurs. Il existe trois niveaux de progression, chacun se concentrant sur les détails. Après chaque section et formulaire, les candidats passent un examen écrit comportant un certain nombre de sujets, suivi d'une séance de formation contrôlée qui doit être menée avec succès. Des cadres de haut niveau tels que Bobby Robson, Alex Ferguson et Fabio Capello ont mis leur expérience à contribution pour la formation des étudiants au fil des ans.
Il a été introduit à la suite d'un accord conclu entre la Premier League, la Professional Footballers' Association (PFA) et la League Managers Association (LMA) en 2000, visant à aligner l'Angleterre sur les règles de l'UEFA. En 2003, le président de la Premier League a décidé de rendre obligatoire la licence professionnelle UEFA, une condition indispensable à la gestion au plus haut niveau des différentes équipes en Angleterre.

## Méthode de qualification
Après une période de formation, ceux qui souhaitent se qualifier pour la Pro-Licence doivent suivre un cours d'un an comprenant environ 240 heures d'études, incluant l'apprentissage à distance, en ligne et par vidéoconférence. Une fois ces études terminées avec succès, les candidats auront accès à une semaine d'études à l'Université de Warwick.

## Exceptions à la réglementation
En 2006, Glenn Roeder, alors entraîneur de Newcastle, a obtenu une prolongation d'approximativement deux semaines par rapport aux douze requises pour obtenir une licence, ce qui permet au technicien de terminer la saison en dépit de ne pas être en possession du diplôme. Roeder a souscrit à la licence professionnelle UEFA en 2003, mais n'a pas pu l'achever pour des raisons de santé. Au début de mai 2006, Freddy Shepherd, président de Newcastle, a nommé Roeder au poste d'entraîneur à temps plein. Il a alors demandé à la fédération anglaise de football (FA) l'extension de la période de prolongation pour permettre au formateur d'obtenir la licence Pro. Après un vote (auxquels tous les clubs de Premier League ont participé), la FA a annoncé le 11 mai 2006  donner une réponse positive à la demande.
La même situation s'est produite en juin 2006 pour le club de Middlesbrough avec l'entraîneur Gareth Southgate. Après la finale de la Coupe UEFA 2005-2006, il prend la succession de Steve McClaren qui prend en charge le rôle de sélectionneur de l'équipe nationale anglaise. Southgate, se référant à Roeder, déclara qu'il obtiendrait ce diplôme dès que possible. En 2006, il a également obtenu une prolongation pour rester à la tête du Middlesbrough jusqu'à la fin de la saison.
En septembre 2007, Avraham Grant a été nommé entraîneur de Chelsea. Compte tenu de ses fonctions précédentes de directeur sportif du club, Grant n'avait pas de licence professionnelle UEFA et avait besoin d'une autorisation de la FA pour pouvoir continuer à remplir son mandat de diriger le club en compétitions européennes.
En juin 2008, Blackburn a nommé Paul Ince. Celui-ci a été autorisé par l'UEFA à occuper le rôle d'entraîneur alors que le technicien n'avait ni la licence professionnelle UEFA ni la licence junior B de l'UEFA, lui accordant une prolongation de deux ans pour obtenir les diverses qualifications nécessaires.

## Autres licences
L'UEFA a mis en place d'autres licences, d'un niveau inférieur à la Licence UEFA Pro

### Licence UEFA A
La licence UEFA A est un titre d'entraîneur attribué par l'UEFA. Cette qualification est inférieure à la licence Pro de l'UEFA et supérieure à la licence B de l'UEFA. 

### Licence UEFA B
La licence UEFA B est un titre d'entraîneur attribué par l'UEFA. Ce degré est intermédiaire et se situe en dessous de la licence Pro de l'UEFA et de la licence A de l'UEFA.

### Licence UEFA C
La licence UEFA C est un titre d'entraîneur attribué par l'UEFA. Ce degré est le plus bas et se situe en dessous de la licence Pro de l'UEFA, de la licence B de l'UEFA et de la licence A de l'UEFA.